# Melrose (Wisconsin)
Melrose is een plaats (village) in de Amerikaanse staat Wisconsin, en valt bestuurlijk gezien onder Jackson County.

## Demografie
Bij de volkstelling in 2000 werd het aantal inwoners vastgesteld op 529. In 2006 is het aantal inwoners door het United States Census Bureau geschat op 501, een daling van 28 (-5,3%).

## Geografie
Volgens het United States Census Bureau beslaat de plaats een oppervlakte van 2,1 km², waarvan 2,0 km² land en 0,1 km² water. Melrose ligt op ongeveer 226 m boven zeeniveau.

## Plaatsen in de nabije omgeving
De onderstaande figuur toont nabijgelegen plaatsen in een straal van 28 km rond Melrose.